# Sân bay quốc tế Gimhae
Sân bay quốc tế Gimhae (Hán-Việt: Kim Hải quốc tế không cảng) (Hangul: 김해 국제 공항hanja:金海國際空港; Revised Romanization of Korean: Gimhae Gukje Gonghang; McCune-Reischauer: Kimhae Kukche Konghang) (trước đây là Sân bay quốc tế Kimhae) (IATA: PUS, ICAO: RKPK) là sân bay tại phía Tây của Busan ở Hàn Quốc. Sân bay này mở cửa năm 1976. Một nhà ga quốc tế mới đã được hoàn thành tháng 31/10/2007.

## Các hãng hàng không và tuyến bay

### Quốc tế
- Air Busan (Fukuoka, Hong Kong, Manila, Nagoya, Osaka-Kansai, Thanh Đảo, Saipan, Sapporo-Chitose, Đài Bắc, Tokyo-Narita, Đà Nẵng, Tân An theo mùa)
- Air China (Bắc Kinh, Hàng Châu)
- Asiana Airlines (Bắc Kinh, Fukuoka, Quảng Châu, Hàng Châu, Thành phố Hồ Chí Minh, Đà Nẵng, Osaka-Kansai, Saipan, Thượng Hải-Phố Đông, Uy Hải)
- AirAsia X (Kuala Lumpur)
- Cebu Pacific (Cebu)
- China Eastern Airlines (Đài Bắc)
- China Eastern Airlines (Thượng Hải-Phố Đông, Diên Cát, Yên Đài)
- China Southern Airlines (Đại Liên, Quảng Châu)
- Dragonair (Hong Kong)
- Japan Airlines (Tokyo-Narita)
- Jin Air (Đà Nẵng)
- Korean Air (Bangkok-Suvarnabhumi, Bắc Kinh, Fukuoka, Hà Nội, Hồng Kông, Manila, Nagoya-Centrair, Osaka-Kansai, Thanh Đảo, Sapporo-Chitose, Thượng Hải-Phố Đông, Tokyo-Narita, Đà Nẵng, Tân An theo mùa)
- Mandarin Airlines (Đài Bắc, Đài Loan-Đào Viên)
- Philippine Airlines (Manila)
- PMTair (Siem Reap)
- Aurora Airlines (Vladivostok)
- Shandong Airlines (Thanh Đảo)
- Shanghai Airlines (Thượng Hải-Phố Đông)
- SkyStar Airways (Phuket)
- Thai Airways International (Bangkok-Suvarnabhumi)
- TransAsia Airways (Đài Bắc, Đài Loan-Đào Viên)
- T'way Airlines (Đà Nẵng)
- Vietnam Airlines (Hà Nội, Thành phố Hồ Chí Minh)
- Viva Macau (Ma Cao)
- Vladivostok Air (Vladivostok)

### Nội địa
- Air Busan (Jeju, Seoul-Gimpo)
- Asiana Airlines (Jeju)
- Jeju Air (Jeju)
- Jin Air (Jeju, Seoul-Gimpo)
- Korean Air (Jeju, Seoul-Gimpo & Incheon)

Hãng Malaysia Airlines đã từng bay trong một thời gian ngắn đến sân bay này giữa những năm 1990.

## Các sự cố
Ngày 15/4/2002, một chiếc Boeing 767-200ER, của chuyến bay 129 của Air China từ Bắc Kinh đến Pusan, đã rơi vào một ngọn đồi khi cố hạ cánh xuống Gimhae khi thời tiết khắc nghiệt, giết chết 128 người/166 người trên máy bay.